# Kalliolampi (sjö i Kuhmo, Kajanaland, 64,18 N, 29,69 Ö)
Kalliolampi är en sjö i kommunen Kuhmo i landskapet Kajanaland i Finland. Sjön ligger 170,3 meter över havet. Arean är 67 hektar och strandlinjen är 6,25 kilometer lång. Sjön  ingår i Uleälvens huvudavrinningsområde.   Den ligger omkring 94 kilometer öster om Kajana och omkring 510 kilometer nordöst om Helsingfors. 